# لی لیلی
لی لیلی (انگلیسی: Li Lili; ۲ ژوئن ۱۹۱۵ – ۷ اوت ۲۰۰۵) خواننده و  بازیگر اهل چین بود.